# Daniel Yego
Daniel Kipkoech Yego (Eldoret, 28 augustus 1979) is een voormalige Keniaanse langeafstandsloper, gespecialiseerd in de marathon.

## Loopbaan
In 2005 werd Yego derde in de marathon van Rome in een persoonlijk record van 2:08.16. In het najaar van datzelfde jaar finishte hij in de marathon van Amsterdam in 2:08.58 als tweede achter de ongenaakbare Ethiopiër Haile Gebrselassie, die deze wedstrijd won in 2:06.20.
In 2006 werd Yego elfde in de marathon van Rome en vierde in de New York City Marathon met een tijd van 2:10.34, achter de winnaar Marilson dos Santos (2:09.58). Met deze klassering won hij $ 35.000 aan prijzengeld. Een jaar later won hij de marathon van San Diego in 2:09.04, zijn enige grote marathonzege. Hiermee won hij $ 20.000.
In de jaren die volgden slaagde Yego er niet meer in om op marathons eremetaal te veroveren, al finishte hij nog wel vaak bij de eerste tien. Bij de marathon van Amsterdam in 2009 toonde hij nog eenmaal zijn oude vorm door met een eindtijd van 2:08.20 zijn PR uit 2005 tot op vier seconden te benaderen. Hij werd er ditmaal echter slechts zesde mee.

## Persoonlijke records
| Onderdeel      | Prestatie | Datum           | Plaats    |
| -------------- | --------- | --------------- | --------- |
| 20 km          | 58.49     | 16 oktober 2005 | Amsterdam |
| halve marathon | 1:02.02   | 16 oktober 2005 | Amsterdam |
| 25 km          | 1:13.57   | 16 oktober 2005 | Amsterdam |
| 30 km          | 1:29.00   | 16 oktober 2005 | Amsterdam |
| marathon       | 2:08.16   | 13 maart 2005   | Rome      |

## Palmares

### 10 km
- 2007:  Maliebaanloop in Utrecht - 30.07
- 2011:  SBH International - 27.30

### halve marathon
- 2005: 11e halve marathon van Vitry-sur-Seine - 1:03.24
- 2005: 12e halve marathon van Nice - 1:06.16
- 2007: 13e Netwerk Drechtstedenloop - 1:08.33
- 2011: 8e halve marathon van Kaapstad - 1:05.31
- 2011: 9e halve marathon van Richards Bay - 1:07.52

### 30 km
- 2005:  Armed Forces in Nairobi - 1:32.08

### marathon
- 2005:  marathon van Lewa - 2:22.14
- 2005:  marathon van Rome - 2:08.16
- 2005:  marathon van Amsterdam - 2:08.58
- 2006: 11e marathon van Rome - 2:15.49
- 2006: 4e New York City Marathon - 2:10.34
- 2007: 7e marathon van Fukuoka - 2:11.57
- 2007:  marathon van San Diego - 2:09.04
- 2008: 7e marathon van Rotterdam - 2:10.41
- 2008: 7e marathon van San Diego - 2:13.13
- 2009: 6e marathon van Amsterdam - 2:08.20
- 2010: 5e marathon van Stockholm - 2:19.35
- 2011: 15e marathon van Mumbai - 2:20.19
- 2012:  marathon van Bangalore - 2:27.40